# Форд, Дэвид (ирландский футболист)
Дэ́вид Форд (англ. David Forde; род. 20 декабря 1979, Голуэй, Коннахт) — ирландский футболист, игравший на позиции вратаря. Выступал за сборную Ирландии, участник чемпионата Европы 2012.

## Карьера

### Клубная
Воспитанник клуба «Голуэй Юнайтед». Профессиональную карьеру начал в той же команде в сезоне 1999/00. В январе 2011 года стал игроком валлийского клуба «Барри Таун», за который провёл 16 матчей в сезоне 2001/02.
В феврале 2002 года Дэвид Форд перешёл в английский «Вест Хэм», в распоряжении которого находился до 2004 года. Однако за это время голкипер не сыграл ни одного матча за основной состав лондонской команды. Лишь в 2003 году ирландец непродолжительное время играл на правах аренды за выступавший в чемпионате Ирландии «Дерри Сити», а также за английский клуб национальной конференции «Барнет».
С 2004 по 2006 годы Форд выступал в чемпионате Ирландии за «Дерри Сити». За это время вратарь стал обладателем национального Кубка и 13 июля 2006 года дебютировал в Кубке УЕФА выездным матчем против шведского «Гётеборга».
В январе 2007 года Дэвид Форд вернулся в чемпионат Англии: его новым клубом стал «Кардифф Сити». За следующие полтора сезона ирландский голкипер провёл за «Кардифф Сити» 7 матчей, успев поиграть на правах аренды за два клуба первой лиги — «Лутон Таун» и «Борнмут». С 2008 года Дэвид Форд играет в «Миллуолле», с которым сумел подняться из первой лиги в чемпионшип.

### В сборной
Дэвид Форд дебютировал за сборную Ирландии 24 мая 2011 года в матче Кубка наций против Северной Ирландии, заменив на 72-й минуте встречи Шея Гивена. 7 июня 2011 года голкипер провёл полный матч за национальную сборную (товарищеский со сборную Италии). Летом 2012 года Дэвид Форд попал в заявку сборной Ирландии для участия в чемпионате Европы, но ни в одной игре турнира на поле не вышел.

## Статистика
| Матчи Форда за сборную Ирландии | Матчи Форда за сборную Ирландии | Матчи Форда за сборную Ирландии | Матчи Форда за сборную Ирландии | Матчи Форда за сборную Ирландии | Матчи Форда за сборную Ирландии | Матчи Форда за сборную Ирландии |
| ------------------------------- | ------------------------------- | ------------------------------- | ------------------------------- | ------------------------------- | ------------------------------- | ------------------------------- |
| №                               | Дата                            | Оппонент                        | Счёт                            | Пропущено голов                 | Соревнование                    |                                 |
| 1                               | 24 мая 2011                     | Северная Ирландия               | 5:0                             | 0                               | Кубок наций 2011                |                                 |
| 2                               | 7 июня 2011                     | Италия                          | 2:0                             | 0                               | Товарищеский матч               |                                 |
| 3                               | 11 сентября 2012                | Оман                            | 4:1                             | 0                               | Товарищеский матч               |                                 |
| 4                               | 14 ноября 2012                  | Греция                          | 0:1                             | 1                               | Товарищеский матч               |                                 |
| 5                               | 6 февраля 2013                  | Польша                          | 2:0                             | 0                               | Товарищеский матч               |                                 |

## Достижения
- Обладатель Кубка наций: 2011
- Обладатель Кубка Ирландии: 2006